# Artem Dowbyk
Artem Oleksandrowytsch Dowbyk (ukrainisch Артем Олександрович Довбик; * 21. Juni 1997 in Tscherkassy) ist ein ukrainischer Fußballspieler. Er steht seit Sommer 2024 bei der AS Rom unter Vertrag.

## Karriere

### Verein
Dowbyk begann in seiner Heimatstadt bei Dnipro Tscherkassy mit dem Fußballspielen. 2014 rückte er mit 17 Jahren in die erste Mannschaft auf, die zu diesem Zeitpunkt in der dritten ukrainischen Liga spielte. Nach dem Aufstieg in die Perscha Liha wechselte er im Sommer 2015 zu FK Dnipro in die Premjer-Liha. Im April 2016 wurde er für drei Monate an den moldauischen Klub FC Zaria Bălți ausgeliehen. Mit Bălți gewann er den moldauischen Pokal. Nach seiner Rückkehr wurde er als bester junger Spieler der Premjer-Liha-Saison 2016/17 ausgezeichnet.
Nachdem FK Dnipro wegen seiner hohen Verschuldung in die Perscha Liha zwangsabsteigen musste, entschied sich Dowbyk trotz des Interesses einiger ausländischer Vereine zunächst für einen Verbleib im Verein. In der Hinrunde erzielte er zwölf Tore in dreizehn Spielen. Schließlich wechselte er Anfang 2018 ablösefrei in die dänische Superliga zum FC Midtjylland. Dort gewann er 2018 die dänische Meisterschaft und 2019 den Pokal. Am 2. September 2019 wurde Dowbyk für die Saison 2019/20 an SønderjyskE ausgeliehen. Dort bestritt er drei Spiele im Pokalwettbewerb, wurde beim Pokalsieg im Finale gegen Aalborg BK jedoch nicht eingesetzt.
2020 kehrte Dowbyk in die Ukraine zurück und unterschrieb einen Vertrag beim kurz zuvor gegründeten Premjer-Liha-Aufsteiger SK Dnipro-1.
Am 6. August 2023 wechselte Dowbyk in die Primera División zum FC Girona und unterschrieb dort einen Vertrag bis Sommer 2028.
Bereits ein Jahr später wechselte er zur AS Rom in die italienische Serie A.

## Nationalmannschaft
Dowbyk nahm an der Qualifikation zur UEFA-U21-Europameisterschaft 2017 und 2019 teil.
Sein Debüt für die ukrainische Nationalmannschaft gab Dowbyk am 31. März 2021 in einem WM-Qualifikationsspiel gegen Kasachstan. Er wurde von Trainer Andrij Schewtschenko in das ukrainische Aufgebot für die Europameisterschaft 2021 berufen. Am 29. Juni 2021 wurde Dowbyk in der Verlängerung des Achtelfinalspiels gegen Schweden nach 105 Spielminuten für Andrij Jarmolenko eingewechselt. In der Nachspielzeit der Verlängerung erzielte das Tor zum 2:1-Sieg der Ukraine.
Nachdem Dowbyk im Playoff-Halbfinalspiel der WM-Qualifikation 2022 gegen Schottland am 1. Juni 2022 in der 78. Minute ebenfalls für Jarmolenko eingewechselt worden war, schloss er einen Konter in der 5. Minute der Nachspielzeit mit der letzten Aktion des Spiels zum 3:1 für die Ukraine ab.

## Erfolge und Auszeichnungen
- Moldauischer Pokalsieger: 2016
- Dänischer Meister: 2018
- Dänischer Pokalsieger: 2019, 2020

Individuelle Auszeichnungen
- Torschützenkönig der Premjer-Liha: 2022/23 (24 Tore)
- Torschützenkönig der Primera División: 2023/24 (24 Tore)
- Spieler des Monats der Primera División: Dezember 2023
- Spieler des Monats der Serie A: März 2025
- Ukrainischer Fußballer des Jahres: 2023